# Song Shi-Lun
Song-Shilung (Chinês: 宋石仑; Pinyin: Sòng Shílún; 1899 - 1991), nascido na provincia de Hunan, foi um general do Exército de Libertação Popular da República Popular da China. General Song formou-se na Academia Militar de Whampoa e participou da Grande Marcha. ELe morreu em 17 de setembro de 1991 em Xangai.
Durante a Guerra da Coréia, o General Song Shilun comandou o 9º Exército Chinês. Suas forças lutaram contra o 31º Regimento do Exército dos Estados Unidos e contra a 1ª Divisão de Fuzileiros durante os combates em Chosin Reservoir entre novembro e dezembro de 1950.